# Кицур Шулхан Арух

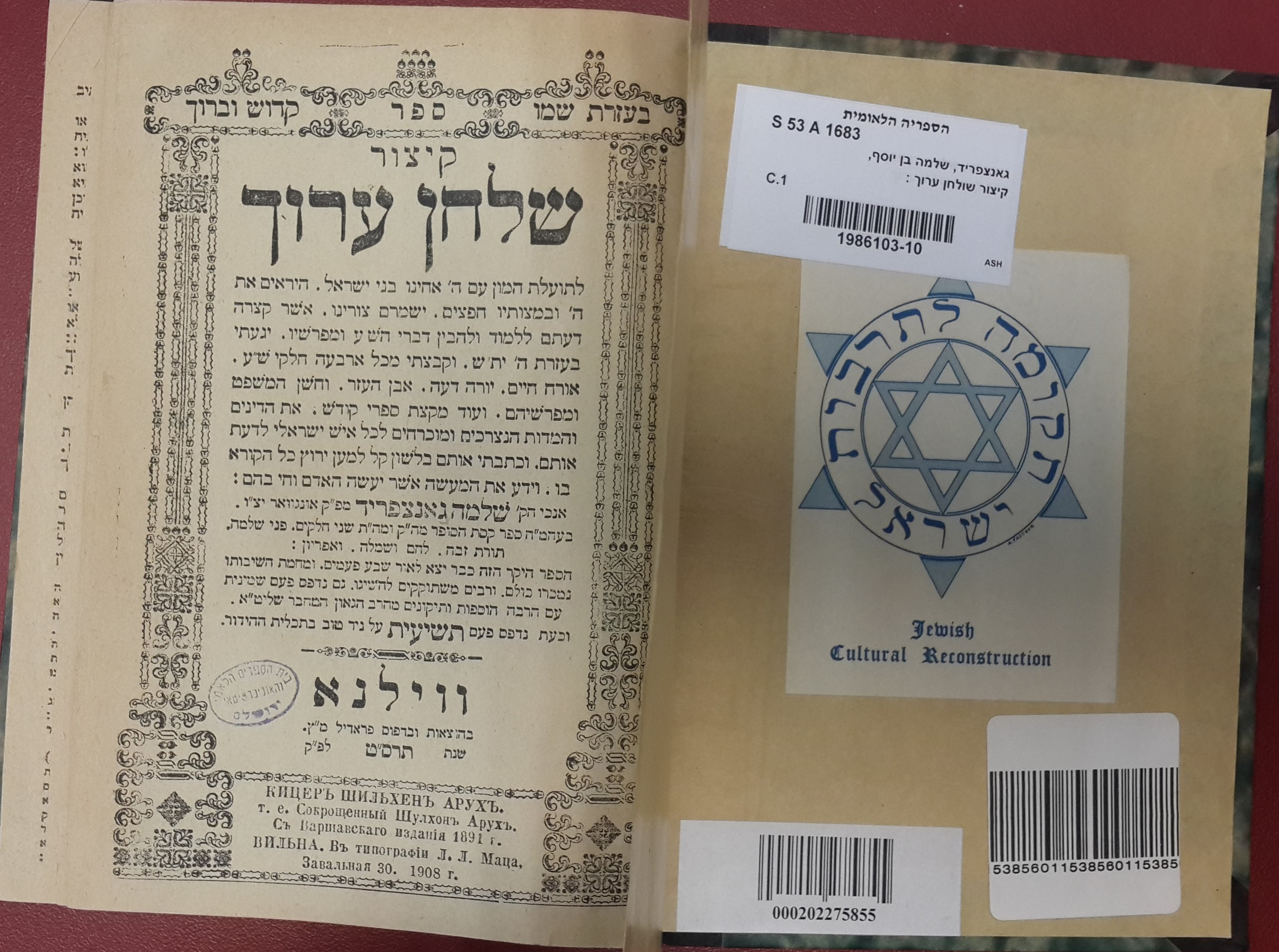
Издание в Вильне, 1908

Кицур шулхан арух (ивр. קִיצוּר שוּלחָן עָרוּך‎ — букв. «малый накрытый стол», «сокращённый шулхан арух») — общее название ряда галахических кодексов, написанных разными авторами (Шломо Ганцфридом, Рафаэлем Барухом Толедано, Хаимом Давидом Галеви, Овадией Йосефом). Все эти книги объединяет то, что они являются сокращённым изложением Шулхан аруха, написанного Йосефом Каро.
В Восточной Европе и России в частности, наиболее известен Кицур шулхан арух, изданный в 1864 году раввином Шломо Ганцфридом, жившим в городе Унгвар (ныне Ужгород) в Закарпатье.

## Суть книги
Шулхан Арух — книга галахических предписаний, которая охватывает весь жизненный цикл еврея. Была составлена в XVI веке раввином Иосифом Каро, жившим в Цфате. В этом труде излагаются авторитетные галахические предписания на все случаи жизни: молитвы, торговля, свадьба, воспитание детей и др. В наше время еврей, желающий практически исполнять то, что предписано Торой, должен следовать Шулхан аруху.
В 1864 году раввин Шломо Ганцфрид, живший в городе Унгвар (ныне Ужгород) в Закарпатье, издал «Кицур шулхан арух» («Краткий шулхан арух»). Сравнительно небольшой объём книги, простота и доступность изложения, не требующие глубоких знании в Торе, сделали эту книгу чрезвычайно популярной. По этой книге простой еврей может получить чёткие указания, касающиеся молитвы, благословений, законов субботы и праздников, кошерной пищи и многого другого. Не следует, однако, забывать, что сведений, сообщенных в «Кицур шулхан арухе», недостаточно для решения более сложных вопросов. Эти вопросы решаются с помощью полного «Шулхан аруха» или требуют обращения к раввину.

## Структура
Начиная с Маймонида все книги по Галахе строятся не по ассоциативному принципу, как Талмуд, а по логическому, наподобие справочников. Любой интересующий вас закон легко найти в разделе, посвященном соответствующей тематике. Заповеди размещены в книге по традиционным правилам — сначала наиболее часто (каждый день) исполняемые заповеди (молитва, благословения перед едой), потом заповеди, исполняемые раз в неделю (шаббат), заповеди, исполняемые несколько раз в год (Рош ходеш, посты и праздники) и, наконец, заповеди, исполняемые раз за всю жизнь (рождение, обрезание, свадьба, смерть). Внутри разделов расположение заповедей соответствует течению дня — от утра к вечеру
Книга разделена на 221 главу, каждая из которых посвящена одной группе законов.

## Переводы книги на русский
С появлением в СССР в 1960-х — 1970-х годах евреев, заинтересованных в изучении своих национальных и религиозных корней и стремлении следовать еврейской традиции, Кицур шульхан арух приобрёл популярность как из-за простоты изложения материала, так и из-за его сравнительно простого иврита. В эти годы было предпринято несколько попыток перевода частей книги на русский язык
В 1994 году иерусалимское издательство «Шамир» выпустило книгу «Кицур шульхан арух», повторяющую структуру книги раввина Шломо Ганцфрида, но адаптирующую её к современному читателю. В предисловии главного редактора профессора Брановера написано:

Й. Векслер сохранил структуру, последовательность и стиль «Кицур шулхан аруха» р. Шломо Ганцфрида. Однако в книгу не включён ряд законов, которые либо касаются обстоятельств, редко встречающихся в современном мире, либо малоактуальны для людей, которые делают первые шаги в своём приобщении (правильнее было бы сказать «возвращении») к еврейскому образу жизни. Составитель пользовался помимо книги ребе Шломо Ганцфрида также рядом современных галахических книг и много консультировался с авторитетами в области Галахи в Израиле.
В 1999 году Конгресс еврейских религиозных организаций и объединений в России опубликовал ещё один перевод Кицур шулхан аруха на русский язык; была сделана попытка максимально приблизиться к тексту оригинала.

## Цитаты, связанные с неевреями
Неевреи упоминаются во многих законах Шулхан аруха и Кицур шулхан аруха (номер главы (номер закона)):
- Главы 1-50: 3 (2); 11 (19); 15 (4); 28 (10,11); 34 (3); 35 (5); 37; 38; 41 (4); 44 (18); 45 (21,23); 46 (19,20,22,38); 47;
- Главы 50-100: 60 (10,15); 61 (1); 62 (7,13); 63 (4); 64 (1,4); 65; 68 (10); 72 (6,16,17,20); 73; 74 (1); 80; 82 (3,7,9; 87); 85 (5,8); 88; 89 (2); 90; 91; 92 (1,3,4,5); 93 (2,4); 94; 95 (16,17); 98 (19,36);
- Главы 100-150: 101 (3,4,5); 104; 106 (7); 109 (5,8); 111 (6); 112 (2,5); 113 (2,3,4); 114; 115 (3,6); 117; 122 (1,7,9,10); 124 (11,13); 126 (4); 133 (8,25,28); 135 (21); 136 (7); 139 (7); 141 (1); 142 (8); 143 (22); 144 (2,5); 145 (18,19);
- Главы 150-200: 152 (2); 162 (10); 164 (9); 165 (3,8,16); 166 (4,5); 167 (5,8,13,19,20); 168 (1); 172 (3); 173 (1); 174 (1); 175 (2); 176 (6); 177 (4); 178 (5); 179 (1); 180 (12); 181 (19); 182 (1,4); 183 (1,4); 186 (2); 187 (2); 189 (4,5); 191; 193 (8,12); 194 (12); 195 (7); 196 (7); 197 (4,12,13)
- Главы 200-221: 200; 202 (10,16); 203 (5); 204 (1,4); 208 (3,5,13); 211 (12,13); 218 (1).

## Особенности русского перевода
Предисловие русского перевода сообщает:
Необходимо подчеркнуть, что эта книга появилась на свет во времена, когда понятия «демократия», «человеколюбие» и «религиозная терпимость» не считались неотъемлемой частью социальной и государственной идеологии. Это была эпоха религиозных гонений, всеобщей ненависти и подозрительности. Поэтому иные законы, безусловно адекватные своему времени, в современной книге законов, смотрятся просто дико. Современная цивилизация стала, несомненно, более веротерпимой, а иудаизм в России на самом высшем уровне признан одной из традиционных религий. Исходя из этого, редакционный совет КЕРООР счёл необходимым опустить в этом переводе некоторые галахические указания из числа приведённых в книге — всего несколько строк, помещение которых в издании на русском языке было бы воспринято населением России, не придерживающимся иудаизма, как неспровоцированное оскорбление.
Сравнение с английским переводом и текстом на иврите позволяет выявить следующие различия:
| Номер главы | Название главы                       | Законов в ивритской версии | Законов в английской версии | Законов в русской версии | Отличие русской версии от английской | Текст отличий |
| ----------- | ------------------------------------ | -------------------------- | --------------------------- | ------------------------ | ------------------------------------ | --- |
| 3           | ЗАКОНЫ О ТОМ, КАК ОДЕВАТЬСЯ И ХОДИТЬ | 8                          | 8                           | 7                        | отсутствует 1 закон                  | 8. A man should be careful not to pass between two women, nor between two dogs, or between two pigs. Nor should two men permit to pass between them a woman, or a dog, or a pig. |
| 168         | ЗАПРЕЩЕННЫЕ ИЗОБРАЖЕНИЯ              | 6                          | 6                           | 7                        | добавлен 1 закон                     | 4. Запрещено смотреть на изображение человека, поскольку оно называется «идолом», и поэтому смотрящий на него нарушает запрет «…и не оборачивайтесь к идолам». Однако смотреть на изображения на монетах разрешено, поскольку к ним (монетам) взгляд уже как-то привык. Желающий же быть праведником станет избегать и этого. |

## Полемика против Кицур шулхан аруха
«Письмо 5000» — открытое обращение с подписями 5000 человек к Генеральному прокурору России в 2005 году с резкой критикой поведения ряда евреев и еврейских сообществ, а также ряда иудейских деятелей и организаций, и, в частности, просьбой провести расследование на предмет нарушения книгой Кицур шульхан арух (включая как издание русского перевода, так и изучение в религиозных школах её полного текста) статей Уголовного кодекса Российской Федерации. Письмо вызвало широкий резонанс и дискуссию в печати.
Авторы письма, в частности, указывали на то, что во вступлении к книге в изданиях 1999 и 2001 годов глава исполкома КЕРООР раввин Зиновий Коган делает следующее признание:
«Редакционный Совет КЕРООР счёл необходимым опустить в этом переводе некоторые галахические указания…, помещение которых в издании на русском языке было бы воспринято населением России, не придерживающимся иудаизма, как неспровоцированное оскорбление. Читатель, который захочет прочесть „Кицур Шульхан Арух“ в идеально полном объёме, приглашается в ешиву, чтобы изучить эту и многие другие святые книги в оригинале».

На основании этого истцы сделали вывод о том, что один из лидеров российского еврейства признаёт оскорбительными для нееврейского населения России некоторые положения данного иудейского кодекса поведения, но считает возможным приглашать своих соплеменников для изучения «этих оскорблений в ешивах — еврейских школах, финансируемых с привлечением средств из государственного и местных бюджетов».
При этом истцы опустили начало цитаты, в которой Коган подчёркивает, что некоторые законы, упомянутые в средневековом кодексе неадекватны современности:

Необходимо подчеркнуть, что эта книга появилась на свет во времена, когда понятия «демократия», «человеколюбие» и «религиозная терпимость» не считались неотъемлемой частью социальной и государственной идеологии. Это была эпоха религиозных гонений, всеобщей ненависти и подозрительности. Поэтому иные законы, безусловно адекватные своему времени, в современной книге законов, смотрятся просто дико. 
Также подписавшиеся под письмом привели в доказательство высказывания из Шульхан арух:
- В «Законах об идолопоклонстве» говорится, что «фигура из двух перекрещенных палок, которой поклоняются, запрещена к использованию», то есть христианство причисляется к идолопоклонству и все предписания об отношении к идолопоклонникам («акумам») подразумевают в России — стране с преобладающим православным вероисповеданием, прежде всего, православных христиан (с. 389).
- Предписание при виде «идолопоклонского дома» (то есть храма) произносить ему проклятие: «Дом гордых выкорчует Б-г», а при виде разрушенного храма восклицать: «Б-г возмездия проявился!». Мало того, далее предлагается такой вариант этого предписания: «некоторые полагают, что речь идёт о домах неевреев, живущих в мире, спокойствии и богатстве» (с. 389—390).
- Запрещение обучать неевреев ремеслу (с. 390).
- «Еврейке не следует помогать нееврейке при родах», кроме как в случае, «чтобы не вызывать вражды к нам… но только за плату» (с. 390).
- «Если человек взял в долг у нееврея, а тот умер, он имеет право отказаться платить его сыну, который не знает точно, брал ли этот еврей в долг у его отца» (с. 405).
- При денежных расчётах «если нееврей ошибся сам, разрешается воспользоваться его ошибкой» (с. 406).
- «Запрещено предавать еврея в руки нееврея, идёт ли речь о жизни еврея или о его имуществе; и неважно, делается ли это посредством какого-либо действия или словами; и запрещено доносить на него или указывать места, где спрятано его имущество» (с. 408)… «настоятельно просим заметить: это касается предписанного евреям поведения на следствии и суде».[10]

Также в письме осуждается одобрение данной книги главным раввином России Адольфом Шаевичем и главой КЕРООР Зиновием Коганом. Авторы сочли, что уже на основании одного этого «официального еврейского издания» правоохранительные органы должны были бы согласно ст. 282 УК РФ пресечь распространение «религии, разжигающей у еврейства ненависть к прочему населению России».
В газете «Еврейские новости», № 5, февраль 2005, вышла статья «Шулхан Арух: ложь и правда» главы Раввинского суда СНГ ребе Пинхаса Гольдшмидта, председателя КЕРООР ребе Зиновия Когана и публициста Евгении Альбац. В статье проведён анализ Письма «представителей русской общественности» Генеральному прокурору РФ, опубликованного под заголовком «Еврейское счастье, русские слезы» в газете «Русь православная». Авторы анализа показывали, что большинство утверждений были выдернуты из контекста, часть была сфальсифицирована, часть взята из дела оправданного Менахема Бейлиса.
Басманная межрайонная прокуратура города Москвы в постановлении от 24.06.2005 приняла следующее решение:

Принимая во внимание, что в ходе проверки в связи с изданием и распространением книги «Кицур Шульхан Арух» не установлен умысел на возбуждение в обществе национальной и религиозной вражды, унижение человеческого достоинства по признакам национальной и религиозной принадлежности, публикация и распространение данной книги не образует состав преступления, предусмотренного ч. 1 ст. 282 УК РФ.